# Li Janfeng
Li Janfeng (poenostavljeno kitajsko: 李艳凤; tradicionalno kitajsko: 李艷鳳; pinjin: Lǐ Yànfèng), kitajska atletinja, * 15. maj 1979, Heilongdžjang, Ljudska republika Kitajska.
Nastopila je na poletnih olimpijskih igrah v letih 2004, 2008 in 2012, ko je osvojila naslov olimpijske podprvakinje v metu diska, ob tem je dosegla še sedmo in osmo mesto. Na svetovnih prvenstvih je osvojila naslov prvakinje leta 2011. 